# Donald Tusk
Donald Franciszek Tusk (Gdańsk, Polònia 22 d'abril de 1957) és un polític polonès, Primer Ministre de Polònia des de desembre de 2023.

## Biografia
Tusk pertany a la minoria caixúbia de Polònia. El juny de 1990 Tusk va ser un dels fundadors del Congrés Liberal Democràtic amb Jan Krzysztof Bielecki, que a les eleccions parlamentàries poloneses de 1991 va guanyar 37 escons. A les eleccions de 1993, però, va obtenir el 4,0% dels vots i es va quedar sense escons. El 20 de març de 1994 es va unir amb la Unió Democràtica (Unia Demokratyczna) per a formar la Unió de la Llibertat (Unia Wolności, UW), de la que escindí el partit Plataforma Cívica de cara a les eleccions parlamentàries poloneses de 2001. Ha estat parlamentari de manera quasi ininterrompuda des del 1991, vicepresident del Senat de Polònia entre 1997 i 2001, vicepresident del Sejm entre 2001 i 2005 i líder de l'oposició entre 2003 i 2007.

### Primer terme de primer ministre
Va ser nomenat primer ministre de Polònia després de les eleccions parlamentàries poloneses de 2007 i en 2011 es va convertir el primer en guanyar la reelecció després de la caiguda del règim comunista al país. La relació entre Tusk i el president Lech Kaczyński van ser dolentes per les diferents ideologies polítiques i l'ús del veto presidencial, amb el què Kaczyński va bloquejar la legislació redactada pel govern de Tusk, incloent la reforma de les pensions, els plans de zonificació agrícola i urbana i la reestructuració de la televisió estatal.

### President del Consell Europeu
L'agost de 2014 va ser designat per a succeir Herman Van Rompuy com a President del Consell Europeu, renunciant al càrrec de Primer Ministre havent estat el primer ministre que ha estat més temps en el càrrec de la Tercera República Polonesa, deixant el càrrec en mans de la seva companya de la Plataforma Cívica Ewa Kopacz, i va ser President del Consell Europeu fins al 30 de novembre de 2019.

### Segon terme de primer ministre
Llei i Justícia va ser el partit més votat a les eleccions parlamentàries poloneses de 2023, però els tres principals partits de l'oposició van obtenir la majoria d'escons al Sejm. Mateusz Morawiecki es va convertir en Primer Ministre de Polònia però l'11 de desembre de 2023 va perdre una moció de confiança, i d'acord a l'establert a la Constitució de Polònia, un grup d'almenys 46 diputats podia presentar un altre candidat a primer ministre, que fou Donald Tusk de Plataforma Cívica, qui es va convertir en nou Primer Ministre.
En el seu segon terme es va oposar a la migració il·legal i va prioritzar la seguretat fronterera, arribant a suspendre el dret d'asil per a aquells que travessen la frontera entre Bielorússia i Polònia de manera il·legal.
Des de l'elecció de Donald Tusk com a primer ministre en desembre de 2023, Polònia viu un difícil període de convivència entre el primer ministre i el president Andrzej Duda, que impedeix aplicar reformes perquè totes les lleis aprovades pel parlament han de ser aprovades pel president, que té dret de veto, encara que el Sejm pot anul·lar-lo amb una majoria de tres cinquenes parts, que el govern no disposa. Duda ha vetat quatre lleis (incloent una que dona accés gratuït a la píndola anticonceptiva d'emergència i una altra que reconeix el silesià com una de les llengües minoritàries del país) i n'ha remès 74 més al Tribunal Constitucional, a més de bloquejar diversos nomenaments que requerien el seu vistiplau per ser validats.
En juny de 2025, un cop escollit el nou president Karol Nawrocki i encetada una nova cohabitació, va superar una moció de confiança.